# Validamycine

Strukturformel

Die Validamycine sind eine Gruppe von Aminoglykosid-Antibiotika. Sie werden aus  Streptomyces hygroscopicus var. limoneus gewonnen und werden im japanischen Reisanbau als Fungizide eingesetzt.
| Name          | CAS-Nummer   | PubChem-Nummer | Summenformel | Molmasse [g·mol−1] | Schmelzpunkt [°C] | R1            | R2   | R3 | R4 | R5   |
| ------------- | ------------ | -------------- | ------------ | ------------------ | ----------------- | ------------- | ---- | -- | -- | ---- |
| Validamycin A | 37248-47-8   | 443629         | C20H35NO13   | 497,5              | 95                | βGlc          | H    | H  | H  | H    |
| Validamycin B | 102583-47-1  | 3086479        | C20H35NO14   | 513,5              | 132–134           | βGlc          | H    | H  | OH | H    |
| Validamycin C | 12650-70-3   | 166727         | C26H45NO18   | 659,64             | 142–160           | βGlc          | H    | H  | H  | βGlc |
| Validamycin D | 12650-67-8   | 166726         | C20H35NO13   | 497,5              | 125–130           | H             | βGlc | H  | H  | H    |
| Validamycin E | 12650-71-4   | 202592         | C26H45NO18   | 659,64             | 265–268           | αGlc(1→4)βGlc | H    | H  | H  | H    |
| Validamycin F | 1221158-40-2 |                | C26H45NO18   | 659,64             | 165–173           |               |      |    |    |      |
| Validamycin G | 106054-17-5  |                | C20H35NO14   | 513,5              | amorph            | βGlc          | H    | OH | H  | H    |
| Validamycin H | 130812-69-0  | 3083161        | C26H45NO18   | 659,64             | –                 | αGlc(1→6)βGlc | H    | H  | H  | H    |

Glc = D-Glucopyranosyl (siehe Glycosidische Bindung)
Die Validamycine wirken durch Hemmung der Trehalase und der Inosit-Biosynthese.